# إدوارد إس. فيلدمان
إدوارد إس. فيلدمان (بالإنجليزية: Edward S. Feldman)‏ هو مخرج منفذ ومنتج أفلام أمريكي، ولد في 5 سبتمبر 1929.

## وصلات خارجية
- إدوارد إس. فيلدمان على موقع IMDb (الإنجليزية)
- إدوارد إس. فيلدمان على موقع قاعدة بيانات الفيلم (الإنجليزية)